# Hoàng Cơ Minh

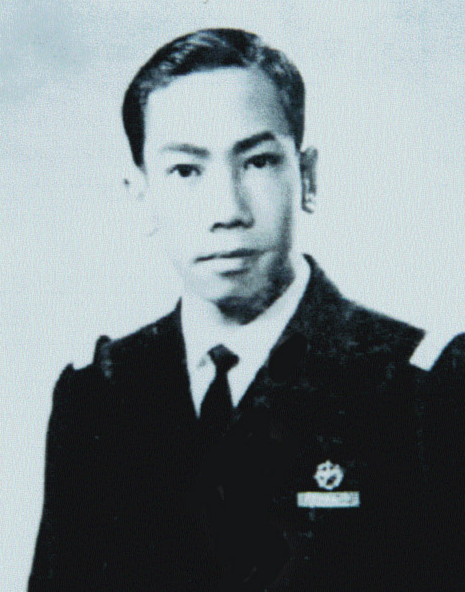
Hoàng Cơ Minh

Hoàng Cơ Minh (20 czerwca 1935 – 28 sierpnia 1987) był pierwszym przewodniczącym Wietnamskiej Reformy Rewolucyjnej Partii lub Việt Tân. Został wybrany 10 września 1982 r., kiedy założono Việt Tân. Wielu wietnamskich emigrantów uważa go za przywódcę antykomunistycznego ruchu oporu przeciwko rządowi wietnamskiemu.

## Biografia
Hoàng Cơ Minh urodził się w Làng Vẽ w wiosce Đông Ngạc, dystrykt Từ Liêm, prowincja Hà Đông (obecnie część dystryktu Bắc Từ Liêm w Hanoi) w 1935 roku. Jego ojciec Hoàng Huân Trung był prowincjonalnym komisarzem ds. edukacji w Hà Đông i Hanoi.
Ukończył matematykę na Wietnamskim Uniwersytecie Narodowym w 1954 roku. W 1954 roku znalazł się wśród fali ludzi z północy, którzy udali się na południe, aby uniknąć komunizmu. W następnym roku wstąpił do Sił Zbrojnych Republiki Wietnamu, gdzie był odznaczonym oficerem. Był znany jako nieprzekupny przywódca i najmłodszy kontradmirał w Marynarce Wojennej Republiki Wietnamu. Był znany jako nieprzekupny przywódca i szybko awansował, stając się komandorem-admirałem.
Po upadku Sajgonu w 1975 r. Hoàng Cơ Minh położył podwaliny pod długoterminowy ruch demokratyczny przeciwko wietnamskiemu reżimowi komunistycznemu. W 1982 r. założył Wietnamską Partię Reform Rewolucyjnych lub Việt Tân wzdłuż granicy Laosu i Tajlandii i został wybrany na jej pierwszego przewodniczącego. W swojej bazie w Tajlandii Việt Tân nakazał swoim żołnierzom nazywać go Mistrzem Hoàng Cơ Minh (Thầy Hoàng Cơ Minh), w przeciwieństwie do Wujka Hồ Chí Minha z Komunistycznej Partii Wietnamu.
Zginął w lasach Laosu w sierpniu 1987 r. podczas próby wjazdu do Wietnamu.

### Kariera wojskowa
Hoàng Cơ Minh ukończył południowowietnamską akademię marynarki wojennej w Nha Trang i studiował w U.S. Naval Postgraduate School w Monterey w Kalifornii. Szybko awansował na dowódcę w południowowietnamskich siłach rzecznych.
W latach 1964–1965 pełnił funkcję attaché obrony w ambasadzie południowowietnamskiej w Seulu, gdzie odegrał kluczową rolę w zapewnieniu dyplomatycznego i wojskowego wsparcia Korei Południowej. Po powrocie do Wietnamu pełnił szereg funkcji dowódczych na marynarce wojennej. Był powszechnie szanowany za swoje sukcesy na polu bitwy i nieprzekupność.
W 1974 roku awansował na kontradmirała, stając się jednym z najmłodszych oficerów flagowych w Siłach Zbrojnych Republiki Wietnamu. W 1975 roku dowodził 2. Strefą Przybrzeżną w bazie morskiej Cam Ranh. Gdy 30 kwietnia 1975 roku wojska północnowietnamskie wkroczyły do Sajgonu, ostatnim działaniem Hoàng Cơ Minha jako oficera wojskowego było poprowadzenie flotylli marynarki wojennej Wietnamu Południowego w morze, aby eskortować pierwszą falę „ludzi na łodziach” w drodze do wolności i zapobiec przejęciu okrętów wojennych przez komunistów.

### Od uchodźcy politycznego do lidera ruchu
Hoàng Cơ Minh i jego rodzina przesiedlili się do obszaru Waszyngtonu. Podobnie jak większość wietnamskich uchodźców w 1975 r., został sponsorowany przez amerykańską rodzinę. Rodzina Hoàng Cơ Minha została przyjęta przez Jamesa Kelly'ego, weterana wojny w Wietnamie, a później wysokiego rangą urzędnika ds. bezpieczeństwa narodowego w administracji Ronalda Reagana i George'a H. W. Busha.
Przez kilka następnych lat Hoàng Cơ Minh pracował jako malarz pokojowy w ciągu dnia i skupiał swoją energię na organizowaniu wśród diaspory. Współtworzył kilka organizacji politycznych mających na celu promowanie wolności w Wietnamie. Z tej sieci Wietnamczyków za granicą ukształtował się ruch polityczny. Połączył się w Việt Tân z misją podjęcia rewolucyjnej walki, aby zakończyć dyktaturę i zreformować kraj.
Hoàng Cơ Minh opowiadał się za samowystarczalną walką opartą na sile narodu wietnamskiego, której ostatecznym celem była odbudowa i modernizacja kraju. Było to sprzeczne z większością nastrojów w diasporze, która wówczas uważała, że zewnętrzne wsparcie jest absolutnie niezbędne do zmiany Wietnamu i wąsko definiowała walkę jako obalenie komunizmu. Nazwa Việt Tân opiera się na połączeniu słów „Việt Nam” i „Canh Tân”, co oznacza kompleksową reformę.
W 1981 r. Hoàng Cơ Minh spotkał się z przedstawicielami rządu tajskiego i uzyskał ich zgodę na otwarcie biur wzdłuż granicy z Laosem. Z tych baz operacyjnych Wietnamczycy z diaspory nawiązali kontakt z rodakami w kraju, aby zbudować ruch prodemokratyczny na miejscu. Na konferencji politycznej założycielskiej Việt Tân we wrześniu 1982 r. Hoàng Cơ Minh został wybrany na przewodniczącego. Większość czasu spędził w dżungli opanowanej przez malarię, gdzie mógł być blisko Wietnamu i przewodzić ruchowi.
Lata 80. były trudnym okresem dla wietnamskich aktywistów. Kraj został odcięty od świata, a wietnamskie wojska komunistyczne okupowały zarówno Laos, jak i Kambodżę. Aby podróżować do i z Wietnamu, ludzie musieli przemierzać „pola śmierci” Indochin. W tym środowisku członkowie Việt Tân z diaspory próbowali nawiązać kontakt z aktywistami na miejscu.
Latem 1987 roku Hoàng Cơ Minh poprowadził grupę 200 aktywistów z Tajlandii do Wietnamu w ramach operacji znanej jako „Na wschód” (Đông Tiến). Po drodze zostali zaatakowani przez komunistyczne wojska. Ciężko ranny Hoàng Cơ Minh zakończył życie 28 sierpnia 1987 roku, niecałe 20 kilometrów od granicy z Wietnamem.
Zainspirowany wizją Hoàng Cơ Minha i jego poświęceniem dla ruchu, Việt Tân do dziś pozostaje wiodącą wietnamską opozycją prodemokratyczną.